# Зрителна измама 2
„Зрителна измама 2“ (на английски: Now You See Me 2) е американски криминален трилър от 2016 г. на режисьора Джон Чу. Продължение е на „Зрителна измама“ от 2013 г. Филмът излиза по кината в САЩ и България на 10 юни 2016 г.

## Актьорски състав
| Актьор          | Роля                 |
| --------------- | -------------------- |
| Джеси Айзенбърг | Дани Атлас           |
| Марк Ръфало     | Дилан Роудс          |
| Уди Харелсън    | Мерит и Чейс Маккини |
| Дейв Франко     | Джак Уайлдър         |
| Лизи Каплан     | Лула Мей             |
| Даниъл Радклиф  | Уолтър Мабри         |
| Джей Чоу        | Ли                   |
| Сана Латан      | Натали Остин         |
| Майкъл Кейн     | Артър Треслър        |
| Морган Фрийман  | Тадиъс Брадли        |
| Хенри Лойд-Хюз  | Алън Скот-Франк      |